# Dronning Mauds Fjell
Dronning Mauds Fjell är en bergskedja i Antarktis. Den ligger i Östantarktis. Nya Zeeland gör anspråk på området. Bergskedjans högsta berg är Mount Kaplan som ligger i Hughes Range och är ungefär 4 230 meter över havet.